# Computerspiel-Erweiterung
Ein Erweiterungspack bzw. eine Erweiterung (englisch add-on, expansion oder expansion pack) für ein Computerspiel ist ein installierbares Paket mit Zusatzinhalten für ein bestehendes (Basis-)Spiel.
Add-ons benötigen meist ein Basisspiel, in das sie installiert und innerhalb dessen sie ausgeführt werden. In manchen Fällen wird das Basisspiel nur aus Lizenzgründen zum Zeitpunkt der Installation benötigt.
Als meist kostenpflichtige Erweiterung bereichern Add-ons bereits erschienene Computerspiele um neuen Inhalt. Dies können etwa neue Levels, Karten, Gegner, Waffen oder auch neue Funktionen, wie etwa ein Mehrspielermodus, sein. Erweiterungen (wie zum Beispiel Warcraft III: The Frozen Throne oder Die Sims 2: Open for Business) sind in der Regel nicht eigenständig ausführbar, für ihre Installation wird meist das Grundspiel (hier Warcraft III: Reign of Chaos oder Die Sims 2) auf dem Rechner benötigt. Es gibt jedoch auch eigenständige Erweiterungen (englisch Standalone genannt), die auch ohne das zugrundeliegende Spiel laufen (zum Beispiel Unreal: Return to NaPali oder Crysis: Warhead).
Anders als bei Fortsetzungen werden bei einer Erweiterung das ursprüngliche Spielprinzip und die Grafik-Engine gegenüber dem Grundspiel nicht stark verändert, da die zugrunde liegende Technik und Benutzeroberfläche des Hauptprogramms weiter genutzt und gegebenenfalls in einigen Punkten angepasst oder erweitert werden. Eine kostenlose Aktualisierung oder ein Patch beseitigen in der Regel hingegen nur die Fehler (Bugs) eines bestehenden Programms, bieten aber keine neuen Inhalte. Alle bis zum Herstellungsdatum erschienenen Patches des Hauptprogramms werden üblicherweise in Erweiterungen integriert, sodass auch diese manchmal eine höhere Stabilität bringen im Vergleich zum unveränderten Hauptprogramm. Zudem werden oft kleinere Änderungen beispielsweise an Standardeinstellungen oder der Spielbalance (zum Beispiel bei Diablo II die Änderungen der Charakter-Fähigkeiten) durchgeführt.
Eine Erweiterung kostet meistens wesentlich weniger Geld als das eigentliche Hauptprogramm. Es gibt auch kostenlose Erweiterungen, welche die Entwickler den Spielern zur Verfügung stellen. Nehmen Spieler selbst Änderungen an einem Spiel vor, so werden die üblicherweise als Modifikationen oder kurz als Mods bezeichnet.
Für besonders erfolgreiche Spiele erscheinen teilweise auch mehrere Erweiterungen. Einer der Spitzenreiter in dieser Beziehung dürfte der Microsoft Flight Simulator sein, welcher mit mittlerweile Hunderten von kommerziellen Erweiterungen für beinahe alle erschienenen Versionen aufwarten kann. Außerdem gibt es im Internet eine sehr große Zahl an kostenfreien Erweiterungen von teilweise hoher Qualität.

## Add-ins
Im Allgemeinen falsch als Synonym für Add-on verwendet, spricht man innerhalb der Gemeinschaft oftmals explizit von einem Add-in, wenn die Erweiterung komplett in die Anwendung eingebunden – integriert – wird (als Beispiel sei eine Spielerweiterung genannt, die zusätzliche Inhalte, wie neue Gebiete, Geschichten, Aufgaben, Charaktere usw., hinzufügt). Add-ins können in der Regel nicht wieder, wie Add-ons, eigenständig entfernt beziehungsweise deinstalliert werden, weil dies die – jetzt erweiterte – Grundinstallation irreparabel schädigen würde. Es wäre eine vollständige Deinstallation der Hauptanwendung notwendig.

## Herunterladbare Inhalte (DLCs)
Eine relativ neue Form der Erweiterung sind (meistens) kostenpflichtige Download-Inhalte (englisch Downloadable Content oder kurz DLC), welche über das Internet (zum Beispiel über Internet-Vertriebsplattformen wie Xbox Live, PlayStation Network, Steam, Games for Windows – Live oder Herstellerseiten) angeboten und, falls überhaupt, erst später auf einem herkömmlichen Datenträger veröffentlicht werden. Die Bezeichnung umschreibt lediglich den ursprünglich genutzten Vertriebskanal, bei den Erweiterungen kann es sich hingegen sowohl um Add-ons als auch Add-ins handeln.
Zusätzlich heruntergeladene Inhalte kosten meist weniger als herkömmliche Erweiterungen, bieten dabei aber auch weniger Umfang. Vorteile für den Hersteller sind Einsparungen bei den Vertriebsmedien, Transportkosten und eventuell auch des Distributors.
Als weitere Motivation der Hersteller für vermehrt kostenpflichtige DLC-Anteile bei aktuellen Spielen wird auch spekuliert, dass dies eine Vertriebsmaßnahme sei, die vor allem gegen Gebrauchtkäufer von Spielen gerichtet ist. Im Gegensatz zu Lizenzen, die an Medien gebunden sind, lassen sich individualisierte Lizenzen (zum Beispiel Steam-Lizenzen) nicht übertragen.
Auch existieren Kontroversen um DLCs bzgl. ihres Inhaltsumfangs, der häufig gering gegenüber dem Grundprodukt ist, und damit als überteuert oder mit einem schlechten Preis-Leistungs-Verhältnis behaftet wahrgenommen wird. Als berüchtigtes Paradebeispiel für nutzlose und überteuerte DLC-Inhalte gilt die „Pferderüstungs-DLC“ auf dem Xbox-Live-Marktplatz für The Elder Scrolls IV: Oblivion.
Kritik erlebten DLCs auch in der Form von kontinuierlich notwendigen Mikrotransaktionen in Spielen. Ein bekannt gewordenes Beispiel ist die Idee von Electronic-Arts-CEO Riccitiello für das Nachladen von Munition in Battlefield 3 jedes Mal einen US-Dollar zu kassieren, welche er auf einer Anteilseignerversammlung vorstellte.
Der Begriff „Day-One-DLCs“ kritisiert ein mögliches Zerlegen von schon existierenden Inhalten in kleine, einzeln verkaufbare DLCs, welche schon am ersten Veröffentlichungstag verfügbar sind. Kritiker bemängeln, dass dies nur dazu diene, den Spielern mehr Geld abzunehmen. Bei der Wahl von Electronic Arts durch den The Consumerist im April 2012 zur „Worst Company in America“ dotiert mit der „Golden-Poo“-Trophäe wurde die Verwendung dieser Praxis als einer der Gründe für die Wahl von Electronic Arts genannt.